# Hired Guns
Hired Guns es un videojuego de rol de 1993 desarrollado por DMA Design y publicado por Psygnosis para Amiga y MS-DOS. En el año 2712, los jugadores controlan un equipo de cuatro mercenarios forajidos, elegidos de un grupo de doce, que intentan destruir organismos ilegales de bioingeniería mediante una explosión termonuclear. El juego muestra cuatro puntos de vista simultáneos en perspectiva en primera persona y permite que hasta cuatro jugadores jueguen juntos. Los jugadores deben gestionar el inventario y la capacidad de carga de sus personajes, y adaptarse a diversos desafíos ambientales, como áreas submarinas.
El lanzamiento del juego se retrasó varias veces, lo que provocó un chiste en la revista británica Amiga Power. Tras su lanzamiento, Hired Guns recibió elogios por su modo multijugador, que ofrecía momentos de sorpresa y satisfacción, pero enfrentó críticas por su documentación, protección contra copia y torpe gestión de inventario. En 1996, GamesMaster clasificó a Hired Guns en el puesto 62 entre sus "100 mejores juegos de todos los tiempos".

## Trama
Un equipo de mercenarios forajidos, liderados por el personaje Rorian, son contratados para destruir todos los organismos creados ilegalmente por bioingeniería en el planeta Graveyard mediante una explosión termonuclear inducida por fusión, que se logrará recolectando cuatro anillos centrales de energía de fusión, y depositándolos en el generador de bobina de campo correspondiente ubicado en el puerto espacial central del Cementerio. El objetivo secundario de la misión es reconocer las instalaciones terrestres.

## Jugabilidad
El juego utiliza un sistema de cuatro puntos de vista simultáneos en perspectiva en primera persona al estilo de Dungeon Master en el mundo. Cada personaje es controlable individualmente y ocupa su propia casilla, a diferencia de Dungeon Master, en el que todo el grupo ocupa la misma casilla. Se puede hacer que cada personaje siga a otro personaje, simplificando los movimientos de grupos grandes cuando solo un jugador controla el grupo. La jugabilidad era avanzada para su época, permitiendo que hasta cuatro jugadores jugaran simultáneamente, usando el mouse, el teclado o el joypad de Sega Mega Drive (modificado), con un adaptador de puerto paralelo que permitía usar cuatro joypads/joysticks a la vez.
El área de juego está en 3D real, y la IA de los monstruos/enemigos tiene libertad de movimiento en cada entorno de nivel. Esto es diferente a otros juegos de su época, en los que los enemigos no pueden perseguir a los personajes por las escaleras. Se puede utilizar una variedad de armas ligeras y pesadas (incluidos robots centinelas), dispositivos incendiarios, minas y granadas para eliminar al enemigo (o amigos) ya sea en el mismo nivel que el jugador o debajo.
Los jugadores también tienen que administrar su inventario, ya que el peso combinado de los elementos en el inventario de un personaje está limitado por su capacidad de carga. Si se excede este límite, aparecerá el mensaje "¡Demasiado pesado!" se mostrará en el punto de vista del personaje y éste no podrá agregar nada más al inventario hasta que se hayan descartado o consumido suficientes elementos para que el peso total vuelva a estar por debajo de su capacidad de carga. No existen otras penalizaciones por movimiento o acciones por transportar una carga demasiado pesada.
Diferentes personajes tienen diferentes capacidades de carga. P.ej. un droide de combate pesado puede transportar más peso que una mujer humana.
También se incluyen dispositivos llamados "Psionic Amps" que pueden usarse para crear efectos extraños en el jugador o en el mundo que lo rodea, p. Se puede usar un tipo de amplificador psiónico bajo el agua para crear un área de aire para que los personajes humanos puedan respirar.
Las áreas submarinas afectan el juego de dos maneras principales: los personajes humanos se ahogarán si permanecen debajo por mucho tiempo, mientras que las armas y el equipo sufrirán daños en diferentes grados hasta que sean destruidos por completo. Las armas de energía son particularmente susceptibles al daño del agua y la mayoría de los tipos serán destruidos en cuestión de segundos a menos que estén protegidas por un amplificador psiónico adecuado que debe activarse antes de entrar al agua. Ni los personajes robóticos ni los humanos saben nadar, sino que se ven relegados a caminar por el fondo de la misma manera que en tierra.

## Lanzamiento
La revista británica Amiga Power (AP) tuvo un largo broma sobre Hired Guns. Imprimió una tira delgada en la contraportada con algunas líneas sobre la edición del próximo mes y una captura de pantalla de un próximo juego. Como el lanzamiento de "Hired Guns se retrasó, Amiga Power usó repetidamente la misma captura de pantalla, con repetidas garantías de que posiblemente la tendrían el próximo mes. Cuando finalmente llegó el juego, permaneció en la tira del próximo mes junto con un texto que sugería que estaba atascado allí y que nadie sabía cómo eliminarlo.

## Recepción
Computer Gaming World en 1994 elogió el modo multijugador de Hired Guns al jugar la campaña o los minijuegos, destacando los "momentos fantásticos de sorpresa" del fuego amigo o aliados cercanos impidiendo sin querer que un jugador herido escape. La revista criticó la documentación "completa, pero defectuosa" y la "protección contra copia extremadamente intrusiva", la incapacidad de los teclistas para atacar y la torpe gestión del inventario, pero concluyó que "Hired Guns es visceralmente satisfactorio". En 1996, GamesMaster clasificó a Hired Guns en el puesto 62 entre sus "100 mejores juegos de todos los tiempos".